# Franz Mandl
Pour les articles homonymes, voir Mandl.
Franz Mandl est un footballeur autrichien né le 4 août 1916 à Vienne et mort le 4 février 1988.

## Carrière
Il participe avec la sélection olympique autrichienne aux Jeux olympiques de Berlin en 1936. Lors du tournoi olympique, il joue un match contre la Pologne. Il inscrit un but lors de cette rencontre organisée à Berlin. La sélection autrichienne remporte la médaille d'argent lors de ces Jeux.
En club, il joue en faveur du First Vienna.

## Palmarès
- Médaillé d'argent lors des Jeux olympiques de 1936 avec l'équipe d'Autriche